# Festiwal Bluesowo-Rockowy im. Miry Kubasińskiej „Wielki Ogień” w Ostrowcu Świętokrzyskim
Festiwal Bluesowo-Rockowy im. Miry Kubasińskiej „Wielki Ogień” – polski festiwal muzyczny odbywający się od 2007 r. w Ostrowcu Świętokrzyskim na terenie Parku Miejskiego im. marsz. Józefa Piłsudskiego. Pomysłodawcą imprezy, organizowanej przez ostrowieckie MCK, jest Piotr Bogusław Jędrzejczak. Patronat nad imprezą sprawują Marszałek Województwa Świętokrzyskiego i Prezydent Miasta Ostrowca Świętokrzyskiego. Festiwal dedykowany jest „pierwszej damie polskiego bluesa”. Związana rodzinnie i emocjonalnie z Ostrowcem Świętokrzyskim artystka zmarła 25 października 2005 r. w Otwocku, gdzie mieszkała w ostatnich latach życia. W powszechnym odczuciu uważana jest za jedną z najbardziej znanych, podziwianych i szanowanych, a przez to najważniejszych postaci w dotychczasowych dziejach Ostrowca Świętokrzyskiego.

## Idea festiwalu
Głównym celem, przyświecającym przedsięwzięciu jest upowszechnianie dorobku muzycznego artystki, której korzenie nierozerwalnie związane są z regionem. Ponadto festiwal ma wspierać amatorski ruch muzyczny, promować młodych wykonawców i umożliwiać wymianę doświadczeń artystycznych pomiędzy debiutantami a uznanymi zespołami bluesowymi i rockowymi.

## Formuła festiwalu
Ponieważ festiwal  adresowany jest do zespołów amatorskich grających szeroko rozumianą muzykę bluesową i rockową, opierających się głównie na repertuarze własnym, głównym punktem festiwalu jest Konkurs Młodych Wykonawców. Każdy zespół może również dodatkowo przygotować jeden utwór z repertuaru Miry Kubasińskiej, który weźmie udział w konkursie specjalnym, poświęconym twórczości artystki. Zmagania młodych wykonawców wieńczy koncert galowy z udziałem laureatów.
Kolejnym punktem programu są warsztaty muzyczne prowadzone przez znanych wykonawców.
Ponadto impreza okraszona jest koncertami gwiazd polskiej sceny muzycznej.

## Festiwale

### I Festiwal Bluesowo–Rockowy im. Miry Kubasińskiej „Wielki Ogień” 2007
Festiwal odbył się w dniach 29 czerwca – 1 lipca 2007 roku. W Komisji Artystycznej zasiedli m.in. Piotr Nalepa i Martyna Jakubowicz.
Dzień pierwszy (piątek, 29 czerwca)
Koncert gwiazdy – zespół Dżem.
Dzień drugi (sobota, 30 czerwca)
Tego dnia odbył się Konkurs Młodych Wykonawców. Zakwalifikowało się do niego dwadzieścia cztery zespoły z całej Polski: Bracia i Siostry, Challange Machine, Kakadu, Kruki (Krasne), Connection Refused, Vacuum, Uszy Duszy, Symphony (Ostrowiec Świętokrzyski), Przystanek O-C, Bullshit Baby (Ostrowiec Św.), Sylwan, MileFoli, Headless, Katar, Soundforge (Dwikozy), Bruno Schulz (Kielce), Leash Eye, Misia GoGo, Vitamins, Orange The Juice, Feekcja, WM, Black & White, Electric LandLady (Kraków).
Laureatami konkursu zostali:
- I nagroda – Vitamins – 3000 zł

- Nagroda za najciekawsze wykonanie utworu z repertuaru Miry Kubasińskiej – Kruki – 3000 zł

- Nagrody dodatkowe:
  - wokalista zespołu Bracia i siostry Krzysztof Gregorkiewicz – 1000 zł
  - wokalista zespołu Symphony Tomasz Ośka – 1000 zł

Po konkursie zagrała kolejna gwiazda - zespół Kasa Chorych ze specjalnym programem jubileuszowym „30 lat na scenie”.
Dzień uświetnił swoim pokazem Teatr Ognia „Happy Fire” z Ostrowca.
Dzień trzeci (niedziela, 1 lipca)
W niedzielę miał miejsce Koncert Galowy laureatów Konkursu. A festiwal zakończył występ Martyny Jakubowicz.

### II Festiwal Bluesowo–Rockowy im. Miry Kubasińskiej „Wielki Ogień” 2008
Festiwal odbył się w dniach 11 lipca - 13 lipca 2008 roku.
Dzień pierwszy (piątek, 11 lipca)
Imprezę rozpoczął koncert ubiegłorocznych laureatów grupy Vitamins. Następnie na scenie pojawili się Sławek Wierzcholski i Nocna Zmiana Bluesa. A dzień zakończył się pokazem Teatru Ognia „Happy Fire”.
Dzień drugi (sobota, 12 lipca)
W tym dniu zorganizowano warsztaty muzyczne, po których odbył się Konkurs Młodych Wykonawców. Do rywalizacji zakwalifikowano następujące zespoły: Sounforge (Dwikozy), Szopa Pracza (Kielce), Sylwan, Vademecum (Kraków), Zgrzyt (Rzeszów), Infiniface (Ostrowiec Św.), Kruki (Krasne), Tomasz Ośka i Aaron (Lublin, Ostrowiec Św.), Bullshit Baby (Ostrowiec Św.), Electric LandLady (Kraków), Starcy (Lublin).
Laureaci:
- I nagroda – nie przyznano

- II nagroda ex aequo – Aaron, Kruki – po 2500 zł

- Nagroda za najciekawsze wykonanie utworu z repertuaru Miry Kubasińskiej – Soundforge – 2000 zł

- Wyróżnienia indywidualne
  - Grzegorz Ilnicki – 1000 zł
  - Tomasza Grzybowski (Szopa Pracza) – 1000 zł

- Nagroda ufundowana przez Radio Kielce S.A. – Szopa Pracza – sesja nagraniowa

Sobotnie występy zakończył projekt Martyny Jakubowicz „Blue True Blues”.
Dzień trzeci (niedziela, 13 lipca)
Tego dnia odbył się Koncert Galowy, a jako gwiazda festiwalu wystąpił zespół Hey.

### III Festiwal Bluesowo–Rockowy im. Miry Kubasińskiej „Wielki Ogień” 2009
Festiwal odbył się w dniach 10 lipca - 12 lipca 2009 roku. W jury Konkursu zasiedli Martyna Jakubowicz, Piotr Nalepa i Robert Lubera.
Dzień pierwszy (piątek, 10 lipca)
Pierwszego dnia wystąpili ubiegłoroczni laureaci Konkursu Młodych Wykonawców zespoły Kruki i Aaron. Gwiazdą wieczoru była obecna już od kilku lat na polskiej scenie bluesowo-rockowa grupa Bluesmobile z liderem Tadeuszem Pocieszyńskim i gościem specjalnym Janem Gałachem grającym na skrzypcach (skrzypek Martyny Jakubowicz)
Dzień drugi (sobota, 11 lipca)
Ten dzień, to zmagania zespołów muzycznych, biorących udział w Konkursie Młodych Wykonawców: Fat Belly Family (Szczecin), Maciej Dłużewski & Zderzenie (Warszawa), Red Bridge (Czerwony Most), Droga Ewakuacyjna, Absyntia, Szopa Pracza, Muhomourh (Ćmielów), Absynth, Dry Ice (Końskie), S.N.O.W. (Sandomierz), Londyn (Lublin), Metanoia (Żywiec), GregCipolla (Ostrowiec Św.), Jackknife (Stalowa Wola), Graf Hotel (Pisz).
Każdy z zespołów zaprezentował dwa utwory własne i utwór z repertuaru Miry Kubasińskiej. 
Laureaci:
- I nagroda – S.N.O.W. – 6000 zł

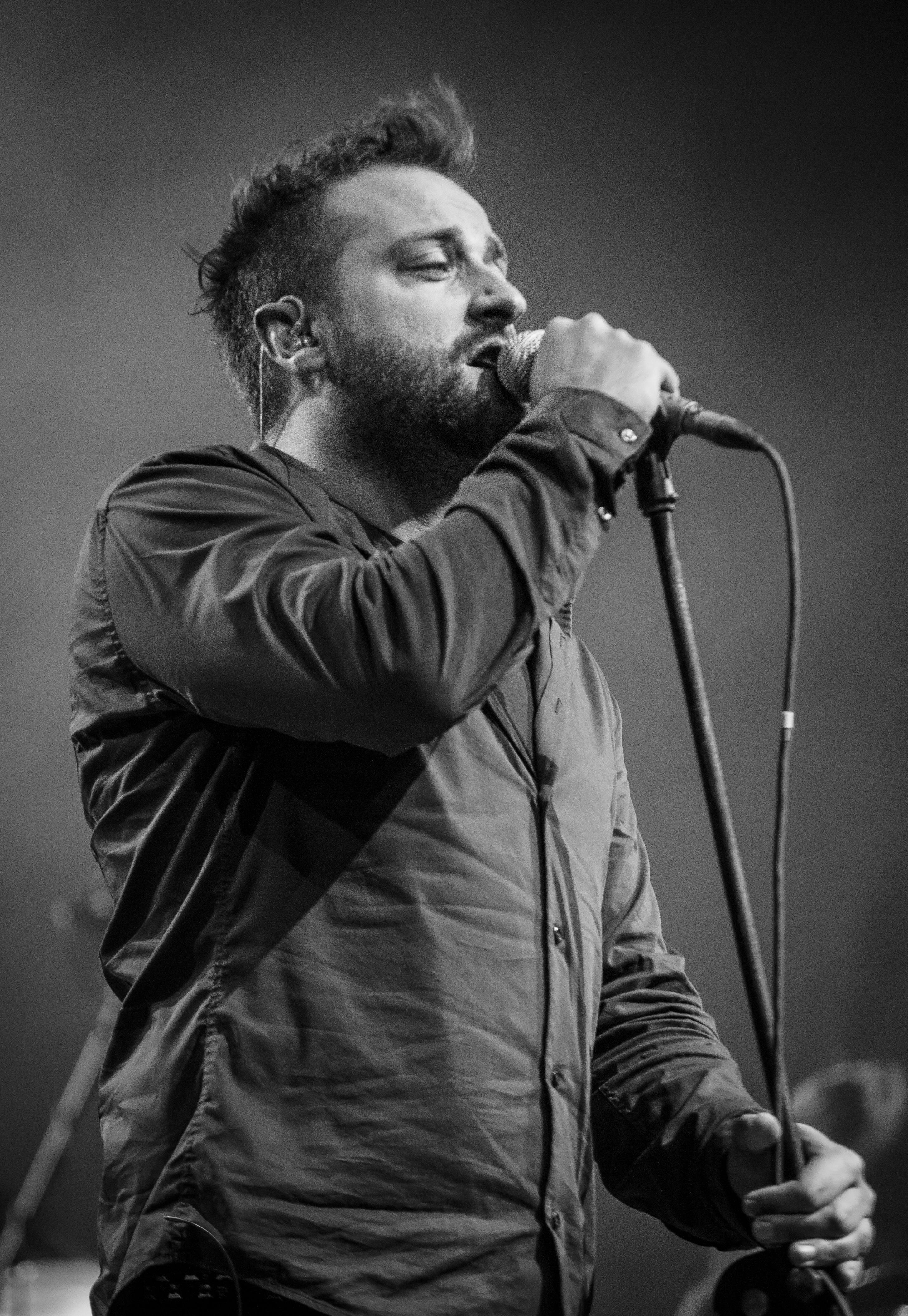
Łukasz Drapała

- II nagroda ex aequo – Londyn, Graf Hotel – po 3000 zł

- Nagroda za najciekawsze wykonanie utworu z repertuaru Miry Kubasińskiej – Red Bridge – 4000 zł

- Nagroda ufundowana przez Radio Kielce S.A. – GregCipolla – sesja nagraniowa

- Wyróżnienia indywidualne
  - wokalista zespołu Fat Belly Family Łukasz Drapała – 2000 zł
  - gitarzysta zespołu Graf Hotel Piotr Augustynowicz – 2000 zł

- Wyróżnienie honorowe dla wokalistki zespołu Jackknife Karoliny Sembidy

Ponadto w kinie Etiuda odbyły się warsztaty muzyczne z zakresu gitary (Artur Lesicki), gitary basowej oraz fortepianu - akompaniament (Darek Ziółek), gitary basowej (Natalia Brzozowska), perkusji (Marcin Jahr), wokalu (Ewa Uryga).
Wieczorem zagrała gwiazda festiwalu Piotr Nalepa z programem „Breakout Tour”. Następnie w Klubie Jazzowym Perspektywy miało miejsce Nocne Blues Sessnion, na którym wystąpił Andrzej Chochół & Blue Sounds.
Dzień trzeci (niedziela, 13 lipca)
Zmagania uczestników części konkursowej festiwalu zakończyły się podaniem werdyktu Jury i Koncertem Galowym Laureatów. Przed Koncertem Galowym odbyła się druga część warsztatów muzycznych.Ta edycję Wielkiego Ognia zakończyła się koncertem zespołu Kult.

### IV Festiwal Bluesowo–Rockowy im. Miry Kubasińskiej „Wielki Ogień” 2010

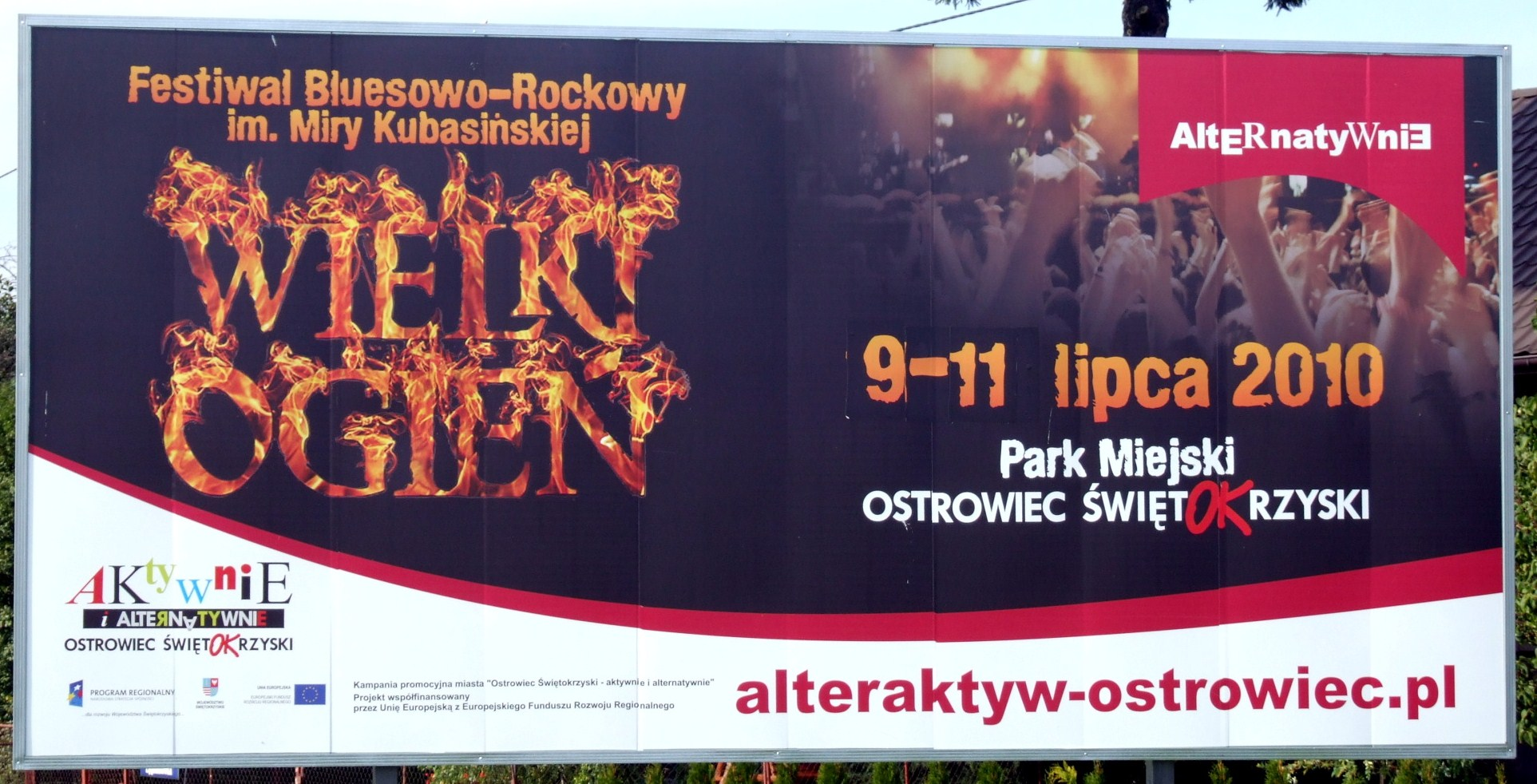
Billboard promujący „Wielki Ogień” IV

Festiwal odbył się w dniach 9 lipca – 11 lipca 2010 roku. Jury Konkursu składało się z Ewy Urygi, Piotra Nalepy i Włodzimierza Kiniorskiego, który był jego przewodniczącym.
Dzień pierwszy (piątek, 9 lipca)
Festiwal rozpoczął koncert ubiegłorocznych laureatów, zespołów S.N.O.W., Londyn, Graf Hotel i Red Bridge. Kolejnym punktem programu był koncert gwiazdy wieczoru, zespołu Cree.
Dzień drugi (sobota, 10 lipca)
Dzień rozpoczęły warsztaty muzyczne, w kinie Etiuda, pod okiem zawodowych muzyków, Ewy Urygi (wokal), Grzegorza Kapołki (gitara), Dariusza Ziółka (bass), Grzegorza Poliszaka (perkusja).
Centralnym punktem Festiwalu był konkurs młodych wykonawców do którego zakwalifikowały się zespoły: Absyntia (Trójmiasto), Acustic (Górny Śląsk), Alchemia Blues Rock Jam Band, Amnezja (Piotrków Trybunalski), Black Dogs, Cinemon (Kraków), Droga Ewakuacyjna, Jackknife (Stalowa Wola), KFM, Marcin Dyjak & Krzysztof Pietras (Kraków), Panteon, Perihellium (Tarnów), Purpure Drape aka Purpurowi, The Fault, Wolna Sobota (Poznań).
Laureaci:
- I nagroda – Wolna Sobota – 6000 zł i udział w Festiwalu „Rock Autostrada” w Bochni bez konieczności startowania w kwalifikacjach
- II nagroda – Cinemon – 4000 zł

- Nagroda za najciekawsze wykonanie utworu z repertuaru Miry Kubasińskiej – Perihellium (za utwór „Do kogo idziesz?”) – 4000 zł

- Wyróżnienia:
  - najlepszy muzyk – Marcin Dyjak, harmonijkarz z duetu Dyjak&Pietras – 1500 zł
  - najlepszy wokalista – Ernest Stanaszek z zespołu AMNEZJA – 1500 zł
  - osobowość artystyczna – Damian O’Hara z zespołu Purpure Drape aka Purpurowi – 1500 zł
  - zespół rokujący nadzieję – Jackknife – 1500 zł

Dzień zakończył koncert Magdy Piskorczyk w Klubie Jazzowym Perspektywy
Dzień trzeci (niedziela, 11 lipca)
Niedziela była kolejnym dniem warsztatów muzycznych w kinie Etiuda. Następnie miejsce miał koncert galowy. Festiwal zakończył się koncertem gwiazdy, zespołu Coma.

### V Festiwal Bluesowo–Rockowy im. Miry Kubasińskiej „Wielki Ogień” 2011
Festiwal odbył się w dniach 8-10 lipca 2011 roku a gwiazdami byli Shakin' Dudi i Acid Drinkers. Festiwal po raz pierwszy gościł na scenie nowego amfiteatru w Parku Miejskim im. Piłsudskiego, co wzbudziło wiele dyskusji, gdyż ze względu na ograniczoną pojemność amfiteatru na koncerty gwiazd wpuszczani byli jedynie posiadacze bezpłatnych biletów.
Do konkursu zgłosiły się następujące zespoły: Strefa Ciszy, Amnezja, LeNive, Cinemon (Kraków), Leash Eye (Warszawa), Kamienie, Bluff, BSS, Dry Ice, Holy Water, Trzynasta w Samo Południe, Absynth (Tarnowskie Góry), SDL (Ćmielów), Roadside (Koszalin), Midnight Blues (Lublin), Blue Band Blues, Neurasja, Po Byku i łotewski zespół The Twins Peek (Ryga).
Uczestników konkursu oceniało jury w składzie Martyna Jakubowicz (przewodnicząca), Piotr Stefański (Natural Beat), Leszek Winder (Krzak).
Jak co roku przy okazji trwania festiwalu odbywały się warsztaty muzyczne dla początkujących wokalistów i instrumentalistów. Dla gitarzystów prowadził je Leszek Winder, perkusistów Piotr Stefański, natomiast gitarzystów basowych Dariusz Ziółek. 
Dzień pierwszy (piątek, 8 lipca)
Pierwszy koncert dał zgodnie z tradycją festiwalu jeden z zeszłorocznych laureatów - Marcin Dyjak. Gwiazdą wieczoru był Shakin' Dudi.
Dzień drugi (sobota, 9 lipca)
Tego dnia miały miejsce zmagania konkursowe zgłoszonych zespołów. Jury przyznało następujące nagrody:
- I nagroda - Roadside
- II nagroda - Leash Eye
- III nagroda - Cinemon (zespół w zmienionym składzie w poprzedniej edycji festiwalu zdobył drugą nagrodę[4])
- najlepszy instrumentalista - Jakub Pałka, perkusista zespołu Cinemon

- Nagrody za najciekawsze wykonanie utworu z repertuaru Miry Kubasińskiej:
  - Sylwia „Suzi” Zielińska, basistka grupy SDL
  - Amnezja

- Wyróżnienia:
  - Midnight Blues
  - Dawid Sławik, gitarzysta grupy Absynth

Dzień zakończył koncert zespołu Don't Ask Smingus w Eko Klubie Perspektywy.
Dzień trzeci (niedziela, 10 lipca)
Na zakończenie festiwalu odbył się w amfiteatrze koncert galowy, po którym wystąpiła grupa Acid Drinkers.

### VI Festiwal Bluesowo–Rockowy im. Miry Kubasińskiej „Wielki Ogień” 2012
Festiwal odbył się w dniach 13–14 lipca 2012 roku a gwiazdami byli Roadside, Tortilla, TSA i Hunter.

### VII Festiwal Bluesowo–Rockowy im. Miry Kubasińskiej „Wielki Ogień” 2013
Festiwal odbył się w dniach 13–14 lipca 2013 roku a gwiazdami byli The Toobes, Eric Gales Band i Michał Jelonek.

### VIII Festiwal Bluesowo–Rockowy im. Miry Kubasińskiej „Wielki Ogień” 2014
Festiwal odbył się w dniach 12–13 lipca 2014 roku a gwiazdami byli Polska B, Illusion i Rob Tognoni.

### IX Festiwal Bluesowo–Rockowy im. Miry Kubasińskiej „Wielki Ogień” 2015
Festiwal odbył się w dniach 10–12 lipca 2015 roku a gwiazdami byli CETI i Renata Przemyk.

### X Festiwal Bluesowo–Rockowy im. Miry Kubasińskiej „Wielki Ogień” 2016
Jubileuszowy festiwal odbył się w dniach 12–13 lipca 2016 roku a gwiazdami byli Szulerzy, Chicago Organ Blues Band, Ornette i Ania Rusowicz.
Jubileuszowy, bo dziesiąty Festiwal im. Miry Kubasińskiej Wielki Ogień rozpoczął się w piątek 8 lipca i trwał przez cały drugi weekend lipca. Koncerty gwiazd festiwalu oraz zespołów uczestniczących w Konkursie Młodych Wykonawców odbywały się w amfiteatrze w Parku Miejskim. Klub Perspektywy na pierwszym piętrze budynku kina „Etiuda" był widownią dwóch improwizowanych koncertów z gatunku jam session.
Laureaci Festiwalu Wielki Ogień 2016:
- Nagroda Publiczności - WOLNI LUDZIE (Kielce)
- Nagrody Specjalne:
  - Piotr Fuczyk (perkusista zespołu WOLNI LUDZIE)
  - Michał Dołbniak (basista CLOCKMAID)
  - Stas Lamakin (wokalista RADIO SLAM)
  - Małgorzata Galera (wokalistka THE BLUE SOCKS)
- Nagroda Prezydenta Miasta Ostrowca Świętokrzyskiego za najlepsze wykonanie coveru z repertuaru Miry Kubasińskiej:
  - JOHN FORCE
- III nagroda - THE BL BLUES BAND (Łomża)
- II nagroda - RADIO SLAM (Warszawa)
- I nagroda - METKA (Warszawa)

### XI Festiwal Bluesowo–Rockowy im. Miry Kubasińskiej „Wielki Ogień” 2017
Festiwal odbył się w dniach 8–9 lipca 2017 roku a gwiazdami byli Marek Piekarczyk i Ørganek.
Laureatem festiwalu został zespół Omni mOdO.

### XII Festiwal Bluesowo–Rockowy im. Miry Kubasińskiej „Wielki Ogień” 2018
Festiwal odbył się w dniach 7–8 lipca 2018 roku a gwiazdami byli Bright Ophidia i Pidżama Porno.